# Гэрдъю
Гэрдъю, Гердъю — река в России, протекает в Республике Коми. Устье реки находится в 29 км по правому берегу реки Большой Паток. Длина реки составляет 28 км.
Река образуется в заболоченной местности к западу от горы Сабля (Приполярный Урал) слиянием двух небольших рек — Левая Гэрдъю и Правая Гэрдъю. Генеральное направление течения — юг, русло извилистое. Всё течение проходит по ненаселённой, холмистой тайге в черте национального парка Югыд ва. Верхнее течение принадлежит району Печора, нижнее — округу Вуктыл. В среднем и нижнем течении ширина реки около 25-30 метров, скорость течения — 0,6-0,7 м/с.
Приток — Правый Гэрдъювож (правый).
Впадает в Большой Паток выше острова Бадьяди.

## Данные водного реестра
По данным государственного водного реестра России относится к Двинско-Печорскому бассейновому округу, водохозяйственный участок реки — Печора от водомерного поста у посёлка Шердино до впадения реки Уса, речной подбассейн реки — бассейны притоков Печоры до впадения Усы. Речной бассейн реки — Печора.
Код объекта в государственном водном реестре — 03050100212103000062798.